# Gebersreuth
Gebersreuth ist mit den Ortsteilen Haidefeld, Straßenreuth  und Mödlareuth ein Ortsteil der Einheitsgemeinde Stadt Gefell im Saale-Orla-Kreis in Thüringen. Die Einwohnerzahl betrug 2012 (ohne die Ortsteile Haidefeld, Mödlareuth, Straßenreuth) 141.

## Geografie
Die 782 Hektar umfassende Flur der ehemaligen Gemeinde Gebersreuth mit ihren eingemeindeten Ortsteilen berührt die Grenze zwischen Bayern und Sachsen. Der Ortsteil Haidefeld liegt 632 m ü. NN. Nachbargemeinden sind Juchhöh, Dobareuth, Rothenacker und Spielmes in Thüringen, Mißlareuth und Grobau in Sachsen und Münchenreuth in Bayern.
Verkehrsmäßig sind die Dörfer gut über die Bundesstraße 2 und Ortsverbindungsstraßen zu erreichen. Die nahen Bundesautobahnen 9, 93 und 72 sind gut erreichbar.
Der Tannbach entspringt in der Gemarkung von Gebersreuth.
Mit der Linie 710 des Verkehrsunternehmens KomBus hat Gebersreuth Anschluss an die Kernstadt Gefell und von da aus an die Städte Schleiz, Hirschberg (Saale), Hof (Saale), Tanna und Plauen.

## Geologie
Geologisch befinden sich die Gemarkungen der Ortsteile im Südostthüringischen Schiefergebirge. Diese Böden sind durch den hohen Feinerdeanteil und Humusgehalt besonders unter den Klimabedingungen der Gegend ertragreich und -sicher. Ackerbau wird auf den plateauartigen Geländerücken, welligen Ebenen und Flachhängen begünstigt. Quellmulden und schmale Tallagen der Flüsse und Bäche sind typische Grünlandstandorte. Sie eignen sich kaum oder gar nicht zur Ackernutzung. Auf sonstigen Lagen überwiegt die forstliche Nutzung.

## Geschichte
Die urkundliche Ersterwähnung von Gebersreuth erfolgte am 18. März 1368. 14 Familien wurden 1952 und 1961 aus diesen Ortsteilen zur Sicherung der Grenzmaßnahmen ausgesiedelt. Von 1908 bis 1970 hatten die Kinder in Gebersreuth Schulunterricht, dann in Gefell. Danach befand sich dort der Kindergarten. Mittlerweile wird die Schule als Gemeinderaum benutzt, wo Dorffeste stattfinden und sich verschiedene Vereine treffen.
Am 1. Januar 1958 wurde Mödlareuth nach Gebersreuth eingemeindet. Im Rahmen der Thüringer Gemeindeneugliederung wurden die Gemeinde Gebersreuth mit Wirkung vom 1. Januar 1997 aufgelöst und mit der Stadt Gefell und den Gemeinden Blintendorf, Dobareuth, Frössen, Göttengrün und Langgrün zu einer Stadt mit dem Namen Gefell zusammengeschlossen.

## Wirtschaft
Die Ortsteile waren und sind noch landwirtschaftlich geprägt. Es gab um 1900 ein Eisenbergwerk mit 50 Arbeitern. In den Orten gab es die für die Landbevölkerung nötigen Versorgungseinrichtungen wie Verkaufsstellen, Müller, Bäcker, Schuster, Stellmacher und Schmiede. Leineweber, Zimmerleute, Waldarbeiter und Fabrikarbeiter hatten Arbeitsmöglichkeiten in den Dörfern, Hirschberg und Gefell.